# Astragalus deminutivus
Astragalus deminutivus är en ärtväxtart som beskrevs av Ivan Murray Johnston. Astragalus deminutivus ingår i släktet vedlar, och familjen ärtväxter. Inga underarter finns listade i Catalogue of Life.